# Anne Kristi Marken
Anne Kristi Marken (1975) è un'ex fondista norvegese,sorella gemella della sciatrice alpina Ingeborg Helen Marken.

## Biografia
In Coppa del Mondo esordì il 15 marzo 1997 a Oslo (60ª) e ottenna l'unico podio il 29 dicembre 1998 a Kitzbühel (3ª). Non partecipò né a rassegne olimpiche né iridate.

## Palmarès

### Coppa del Mondo
- 1 podio (individuale[1]):
  - 1 terzo posto